# 朱豪塶
沅陵昭安王朱豪塶（1436年—1491年9月5日），明朝沅陵恭宪王朱贵燏的嫡长子，母亲是王妃袁氏。明朝第二代沅陵王。

## 生平
正统七年（1442年）五月赐名。
景泰六年（1455年）三月，朱貴燏奏荊州府庫缺鈔，自己的折色歲祿久未支取，现在长子朱豪塶年長婚配，用度不敷，请求将自己應得的景泰四年、五年的折色鈔暫存于本府常積倉給米供用，获准。四月，赐朱豪塶夫人、南城兵馬副指揮楊忠的女兒楊氏冠服。
成化八年（1472年），朱貴燏去世。成化十二年（1476年）九月，明宪宗命駙馬都尉周景、王增、蔡震、安順伯薛珤、南寧伯毛文、清平伯吳璽、廣寧伯劉瓘為正使，中書舍人吳璠、吏部郎中馮遵、戶部郎中劉濟、刑部郎中徐演、禮部員外郎沈熊、兵部員外郎王昭、工部員外郎韓紳為副使，持節冊封朱豪塶為沅陵王，夫人楊氏為沅陵王妃。
成化十四年（1478年）七月，宪宗賜朱豪塶全支本色祿米一年，以資男女婚嫁之用，他人不得引以為例。
弘治四年（1491年）八月，朱豪塶去世。明孝宗闻讯，輟朝一日，按制度賜祭葬，谥昭安。
弘治六年（1493年），朱豪塶的嫡长子朱恩铈袭封沅陵王。因为朱恩铈无嗣而终，朱豪塶的嫡次子朱恩鈼后来也袭封了沅陵王。

## 评价
- 《弇山堂别集》卷072：容儀恭美，和好不争。